# Sasha Gabor
Sasha Gabor, eredeti nevén Sárközy Gábor, más források szerint Guttman Sámuel (Magyarország, 1945. június 6. – Thaiföld, 2008. június 27.) magyar származású amerikai pornósztár.

## Élete
Sasha Gábor 1957-ben magyar menekültként került Norvégiába. Ott nőtt fel az Oslo közeli Lillestrøm településen. Később az amerikai pornófilmiparban dolgozltt. Több mint 530 film készítésében vett részt. 2001-ben visszaköltözött Norvégiába.
Nős volt, három alkalommal vált el, és összesen öt gyermeke született.
Norvégiában már jól ismert személyiség volt, amikor egyszer részt vett egy Alex Rosen által készített dokumentumfilm forgatásában, amely az Egyesült Államok és Norvégia pornóiparáról szólt. Gábort Norvégiában a Trondheim-i Club 4 pornóklubbal hozták összefüggésbe.
38 évesen kezdte el pornószínész karrierjét az Egyesült Államokban, a "Minden nőnek van egy fantáziája" (Every Woman Has a Fantasy) című filmben, 1983-ban. Hamar népszerű színész lett belőle, mert megjelenésében hasonlított Burt Reynolds valamint Sean Connery filmszínészekre. Utolsó filmjét 2001-ben forgatták, miután Gábor visszaköltözött Kaliforniából Norvégiába.
Gábor pilótaként, katonaként, cirkuszi zenészként, íróként és Burt Reynolds és Sean Connery hasonmásaként is dolgozott. A következő nyolc nyelven beszélt: magyar, német, norvég, angol, francia, orosz, spanyol és portugál.
Gábor mindig Dávid-csillagot viselt (a filmekben is), mert zsidó származású volt. Lehetséges, hogy felvett nevét Gábor Zsazsa, az amerikai magyar színésznő ihlette. A Sasha eredeti keresztnevének, a Sámuelnek egy becenév formája egyes országokban.
Ron Jeremy, a híres pornószínész is közeli személyes barátjai közé tartozott.
2008 júniusában egy thaiföldi nyaralás közben holtan találták szállodai szobájában, minden valószínűség szerint infarktusban halt meg, barátja Robert Kristensen szerint.